# Simpanurgus phyllopodus
Simpanurgus phyllopodus – gatunek pszczół z rodziny pszczolinkowatych, podrodziny zbierkowatych i plemienia zbierek.
Gatunek ten jest jedynym z monotypowego rodzaju Simpanurgus. Oba taksony opisane zostały w 1912 roku przez Klausa Warncke'a w 1972 roku, przy czym Simpanurgus sklasyfikowany był początkowo jako podrodzaj w rodzaju Panurgus.
Pszczoła o ciele długości od 8 do 9 mm, ubarwionym czarno z żółtymi znakami, w tym przepaskami na metasomie. Jej narządy gębowe cechuje grzebyk na żuwkach zewnętrznych, języczek długości połowy przedbródka oraz głaszczki wargowe o pierwszym członie krótszym niż pozostałe razem wzięte. Wewnętrzna część obwódki oczu u samców jest wypukła. Rowek episternalny jest dobrze rozwinięty. Szczoteczki na odnóżach nie zawierają zygzakowatych ani spiralnie skręconych szczecinek. Stopy są u samca tak szerokie jak goleń i mają nasadowy człon dwukrotnie dłuższy niż szerszy, zakończone są pazurkami, których zewnętrzne odgałęzienie jest znacznie dłuższe od wewnętrznego. Grzbietowa powierzchnia pozatułowia jest co najwyżej nieco dłuższa od zaplecza. Szóste sternum odwłoka u samców ma pozbawioną pośrodkowego wyrostka tylną krawędź. Siódme ich sternum ma szeroki dysk i cztery szeroko rozstawione wyrostki.
Owad endemiczny dla Półwyspu Iberyjskiego, znany tylko z Hiszpanii.